# Centro de Reabilitação Física do Espírito Santo
O Centro de Reabilitação Física do Espírito Santo (CREFES) é um centro de referência nos atendimentos de reabilitação, adaptação e reintegração à vida social de pacientes com problemas físicos no estado brasileiro do Espírito Santo. O centro foi fundado em 22 de fevereiro de 1979 e conta com um total de 30 leitos. Seu edifício sede foi identificado e declarado tombado como Patrimônio Cultural. O CREFES foi instituído pelo Decreto 1.797-E, de 22-2-1979, como Unidade de Reabilitação Físico-Motora, junto a Secretaria de Estado da Cultura e do Bem Estar Social 

## Especialidades
Fisiatria, Ortopedia, Reumatologia, Neurologia, Cardiologia, Otorrinolaringologia, Clínica Geral, Urologia, Pediatria, Radiologia, Fisioterapia, Terapia Ocupacional, Fonoaudiologia, Psicologia, Serviço Social, Musicoterapia, Nutrição, Enfermagem, Educador Físico.